# Helena Takalo
Anni Helena Takalo, z domu Kivioja (ur. 28 października 1947 w Nivala) – fińska biegaczka narciarska, pięciokrotna medalistka olimpijska oraz pięciokrotna medalistka mistrzostw świata.

## Kariera
W latach 70. należała do światowej czołówki biegaczek narciarskich. Największe sukcesy odnosiła na dystansie 5 kilometrów. Igrzyska olimpijskie w Grenoble w 1968 r. były jej olimpijskim debiutem. Zajęła tam 22. miejsce w biegu na 5 km techniką klasyczną, a biegu na 10 km nie ukończyła. Cztery lata później, na igrzyskach olimpijskich w Sapporo wspólnie Hilkką Riihivuori i Marjattą Kajosmaa zdobyła srebrny medal w sztafecie 3 × 5 km. Na tych samych igrzyskach zajęła także 9. miejsce w biegu na 5 km oraz 5. miejsce w biegu na 10 km. Największe sukcesy osiągnęła podczas igrzysk olimpijskich w Innsbrucku. Wywalczyła tam złoty medal w biegu na 5 km techniką klasyczną oraz srebrny w biegu na 10 km. Ponadto razem z Liisą Suihkonen, Hilkką Riihivuori i Marjattą Kajosmaa zdobyła kolejny srebrny medal w debiutującej na igrzyskach sztafecie 4 × 5 km. Startowała także na igrzyskach w Lake Placid, gdzie wywalczyła brązowy medal w biegu na 10 km techniką klasyczną.
W 1970 r. startowała na mistrzostwach świata w Wysokich Tatrach, gdzie jej najlepszym indywidualnym wynikiem było 7. miejsce w biegu na 10 km. Odniosła tam swój pierwszy sukces zajmując wspólnie z Senją Pusulą i Marjattą Kajosmaa trzecie miejsce w sztafecie 3 × 5 km. Na mistrzostwach świata w Falun zdobyła brązowy medal w biegu na 10 km stylem klasycznym, a wraz z koleżankami z reprezentacji zajęła 4. miejsce w sztafecie. Mistrzostwa świata w Lahti w 1978 r. były najbardziej udanymi w jej karierze. Zdobyła złoty medal w sztafecie wspólnie z Tainą Impiö, Marją-Liisą Hämälainen i Hilkką Riihivuori, a indywidualnie triumfowała także w biegu na 5 km stylem klasycznym. Na tych samym mistrzostwach wywalczyła brązowy medal w biegu na 20 km stylem klasycznym. Startowała także na mistrzostwach świata w Oslo w 1982 r., gdzie zajęła 4. miejsce w sztafecie.
Ponadto Takalo sześciokrotnie zdobywała mistrzostwo Finlandii: w biegu na 5 km w latach 1971, 1975, 1976 i 1978, na 10 km w latach 1975 i 1976 oraz w sztafecie w latach 1977 i 1980 r. Oprócz biegów narciarskich uprawiała także biegi lekkoatletyczne i biegi przełajowe. W 1971 r. zdobyła złoty medal mistrzostw Finlandii w drużynowym biegu przełajowym oraz srebrny medal w biegu na 1500 metrów na mistrzostwach Finlandii w lekkoatletyce. W 1978 r. Takalo została wybrana najlepszym sportowcem Finlandii.
W 1977 r. otrzymała medal Holmenkollen wraz z inną fińską biegaczką narciarską Hilkką Riihivuori oraz szwajcarskim skoczkiem narciarskim Walterem Steinerem.

## Osiągnięcia

### Igrzyska olimpijskie
| Miejsce | Dzień     | Rok  | Miejscowość | Konkurencja             | Czas biegu | Strata   | Zwyciężczyni     |
| ------- | --------- | ---- | ----------- | ----------------------- | ---------- | -------- | ---------------- |
| DNF     | 9 lutego  | 1968 | Grenoble    | 10 km stylem klasycznym | 36:46,5    | -        | Toini Gustafsson |
| 22.     | 13 lutego | 1968 | Grenoble    | 5 km stylem klasycznym  | 16:45,2    | +1:01,0  | Toini Gustafsson |
| 5.      | 6 lutego  | 1972 | Sapporo     | 10 km stylem klasycznym | 34:17,82   | +48,52   | Galina Kułakowa  |
| 9.      | 9 lutego  | 1972 | Sapporo     | 5 km stylem klasycznym  | 30:13,41   | +20,89   | Galina Kułakowa  |
| 2.      | 12 lutego | 1972 | Sapporo     | Sztafeta 3 × 5 km       | 48:46,15   | +33,22   | ZSRR             |
| 1.      | 7 lutego  | 1976 | Innsbruck   | 5 km stylem klasycznym  | 15:48,69   | -        | -                |
| 2.      | 10 lutego | 1976 | Innsbruck   | 10 km stylem klasycznym | 30:13,41   | +0,87    | Raisa Smietanina |
| 2.      | 12 lutego | 1976 | Innsbruck   | Sztafeta 4 × 5 km       | 1:07:49,75 | +46,82   | ZSRR             |
| 8.      | 15 lutego | 1980 | Lake Placid | 5 km stylem klasycznym  | 15:06,92   | +25,20   | Raisa Smietanina |
| 3.      | 18 lutego | 1980 | Lake Placid | 10 km stylem klasycznym | 30:31,54   | +13,71   | Barbara Petzold  |
| 5.      | 21 lutego | 1980 | Lake Placid | Sztafeta 4 × 5 km       | 1:02:11,10 | +2:30,18 | NRD              |

### Mistrzostwa świata
| Miejsce | Dzień     | Rok  | Miejscowość   | Konkurencja             | Czas biegu | Strata   | Zwyciężczyni     |
| ------- | --------- | ---- | ------------- | ----------------------- | ---------- | -------- | ---------------- |
| 8.      | 16 lutego | 1970 | Wysokie Tatry | 5 km stylem klasycznym  | 18:07,89   | +46,63   | Galina Kułakowa  |
| 7.      | 18 lutego | 1970 | Wysokie Tatry | 10 km stylem klasycznym | 36:19,00   | +58,56   | Alewtina Olunina |
| 3.      | 20 lutego | 1970 | Wysokie Tatry | Sztafeta 3 × 5 km       | 54:32,18   | +1:01,58 | ZSRR             |
| 3.      | 20 lutego | 1974 | Falun         | 10 km stylem klasycznym | 31:25,78   | +33,76   | Galina Kułakowa  |
| 4.      | 23 lutego | 1974 | Falun         | Sztafeta 4 × 5 km       | 1:02:57,39 | +11,75   | ZSRR             |
| 1.      | 20 lutego | 1978 | Lahti         | 5 km stylem klasycznym  | 18:53,50   | -        | -                |
| 1.      | 22 lutego | 1978 | Lahti         | Sztafeta 4 × 5 km       | 1:13:25,08 | -        | -                |
| 3.      | 25 lutego | 1978 | Lahti         | 20 km stylem klasycznym | 1:13:00,85 | +57,10   | Zinaida Amosowa  |
| 4.      | 24 lutego | 1982 | Oslo          | Sztafeta 4 × 5 km       | 1:02:15,9  | +52,5    | Norwegia         |

### Puchar Świata

#### Miejsca w klasyfikacji generalnej
- 1981/1982 – 12.